# Kenton Edelin
Pour les articles homonymes, voir Edelin.
Kenton Edelin, né le 24 mai 1962 à Heidelberg (Allemagne), est un joueur américain de basket-ball.

## Biographie
Il est formé aux Cavaliers de la Virginie à l'Université de Virginie, où il ne se voit pas offrir de bourse sportive pour sa première année d'étude et ne joue qu'avec l'équipe junior. Après avoir grandi de deux pieds, Edelin rejoint l'équipe première pour son année sophomore, même s'il n'aura jamais qu'un rôle modeste dans l'équipe où l'on retrouve aussi Terry Holland et Rick Carlisle. Malgré la draft l'année précédente de Ralph Sampson, les Cavaliers atteignent le Final four NCAA 1984 qu'ils n'avaient plus atteint depuis 1981. Alors qu'il n'avait pas marqué jusque-là, Edelin intercepte la balle une minute avant la fin de la rencontre alors que Virginie a un point de débours. Lancé pour un lay-up, il obtient une faute. Il réussit la premier lancer du un plus un, puis manque le second. Il décroche une nouvelle faute avec 47 secondes à jouer et réussit cette fois ses deux lancers pour offrir la qualification pour le dernier carré. Il termine sa carrière universitaire avec des moyennes de 3,3 points et 4,6 rebonds.
Il est retenu loin dans la Draft 1984 de la NBA, 140e choix par les Pacers de l'Indiana. On conservé en pré-saison, il signe un premier contrat de dix jours le 10 janvier 1985, puis il est réengagé la même saison le 29 mars. Il joue un total de dix rencontres de la saison NBA 1984-1985 lors de laquelle il inscrit en moyenne 1,1 point et 2,6 rebonds.
Il se reconvertit comme avocat.